# Ermitage de Notre-Dame de Livramento
L'ermitage de Notre-Dame de Livramento (en portugais : Ermida de Nossa Senhora do Livramento , également appelée Ermida do Pilar) est situé dans le village de Velas, sur l'île de São Jorge, aux Açores.

## Histoire
Cet ermitage a été construit dès 1697 et a été inauguré trois ans plus tard, en 1700.

## Caractéristiques
L'un des points remarquables sont les magnifiques sculptures en pierre noire de basalte qui l'entourent, ainsi que son fronton surmonté d'une croix aussi en basalte.

## La légende de l'ermitage
La tradition locale dit que, il y a longtemps, un homme faisant paître ses vaches au pied de la colline, trouva une image de Senhora do Livramento. Le lendemain, l'image, sans l'avoir transporté, était à nouveau au même endroit. Après que l'événement fut répété plusieurs fois, la population crut que le saint voulait protéger cette partie du village. Pour cette raison, ils ont érigé un petit ermitage face à la colline afin que le saint protège la population du village de Velas.
Depuis lors, une célébration annuelle est célébrée en l'honneur du saint.